# Daniël de Jong

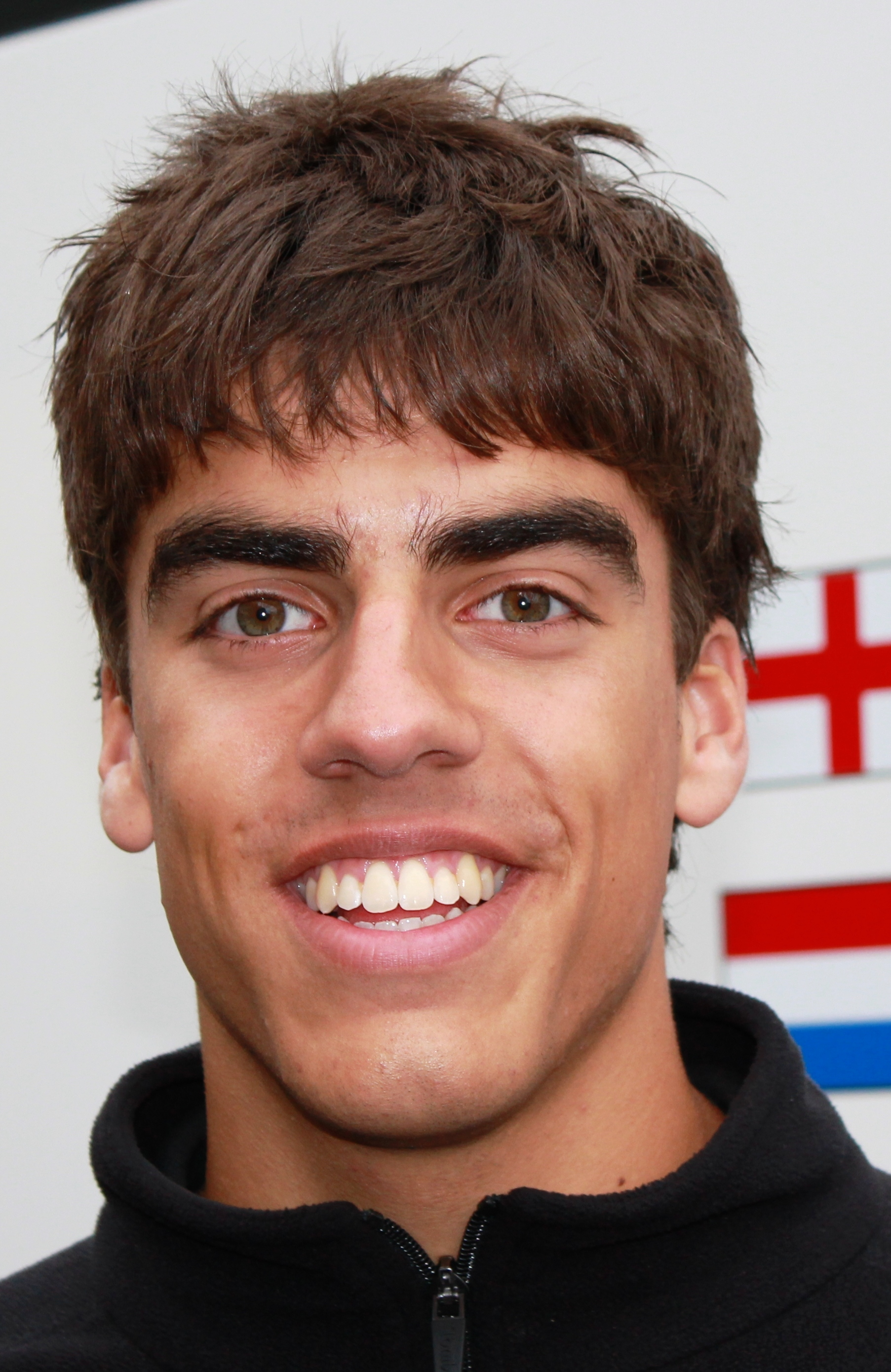
Daniël de Jong (2011)

Daniël de Jong (* 9. Juli 1992 in Rotterdam) ist ein niederländischer Automobilrennfahrer. Von 2011 bis 2013 trat er in der Auto GP an. Von 2012 bis 2016 startete de Jong in der GP2-Serie. 

## Karriere
De Jong begann seine Motorsportkarriere 2000 im Kartsport und war bis 2007 in dieser Sportart aktiv. 2008 wechselte de Jong in den Formelsport und trat für MP Motorsport, dem Rennstall seines Vaters Henk de Jong, in mehreren Serien an. Er wurde 13. in der nordeuropäischen Formel Renault und Achter in der Formel Renault NEZ. Darüber hinaus nahm er an einem Rennwochenende der westeuropäischen Formel Renault teil. 2009 verbesserte er sich mit zwei Podest-Platzierungen auf den neunten Gesamtrang der nordeuropäischen Formel Renault. Darüber hinaus debütierte er im Formel Renault 2.0 Eurocup und schloss die Saison auf dem 25. Platz in der Meisterschaft ab. 2010 blieb de Jong im Formel Renault 2.0 Eurocup bei MP Motorsport. Beim Saisonauftakt erzielte er mit einem zweiten Platz seine einzige Podest-Platzierung in der Saison, die er auf dem neunten Platz beendete. Außerdem nahm er an sechs Rennen der nordeuropäischen Formel Renault teil. Dabei entschied er ein Rennen für sich und belegte den elften Platz in der Fahrerwertung.

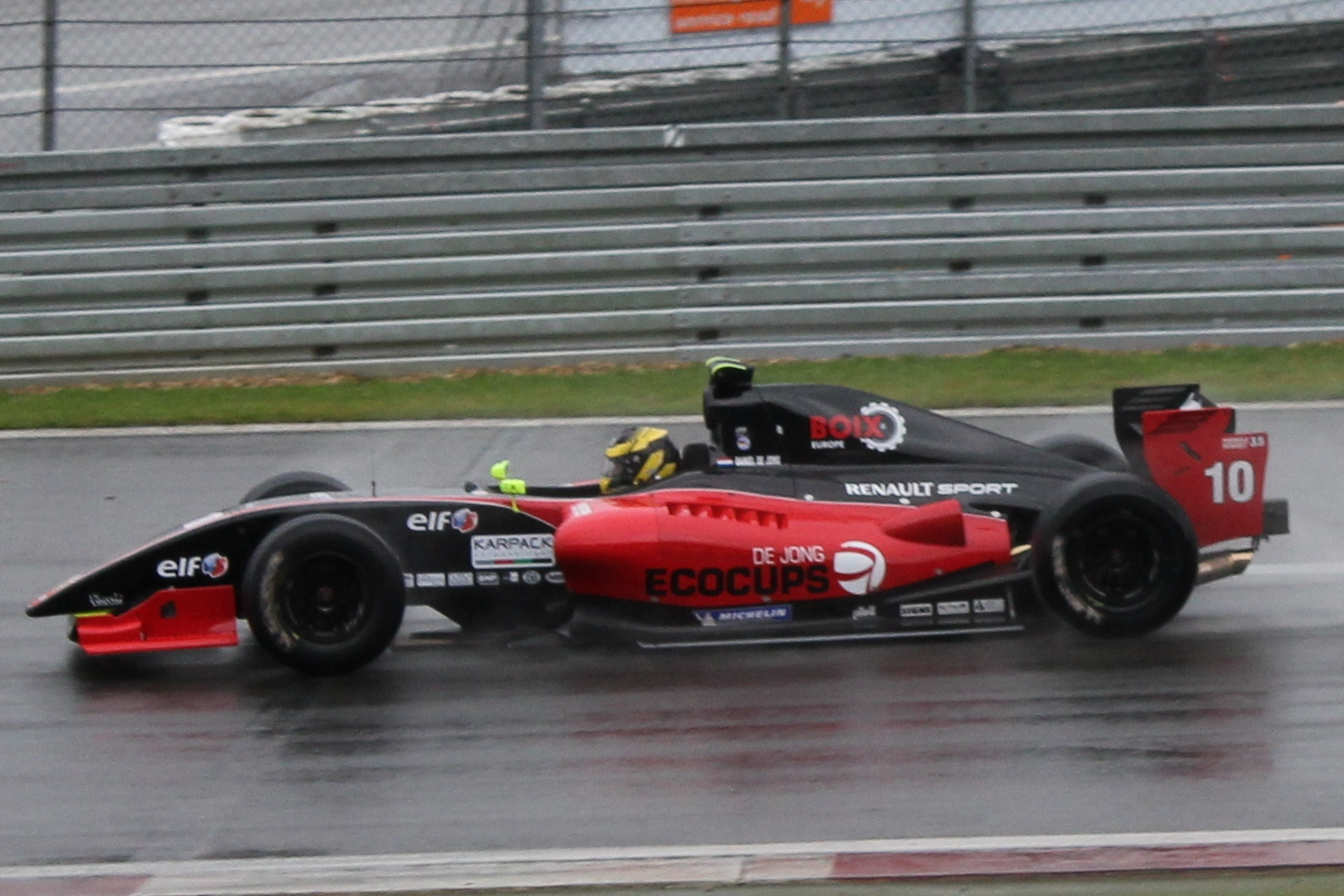
de Jong für Comtec in der Formel Renault 3.5 auf dem Nürburgring 2011

2011 startete de Jong zusammen mit Daniel McKenzie für Comtec Racing in der Formel Renault 3.5. Beim Saisonfinale erzielte er als Neunter seine einzigen Punkte. Er beendete die Saison auf dem 29. Platz der Fahrerwertung. Darüber hinaus nahm de Jong 2011 für MP Motorsport an einigen Rennen der Auto GP teil. Am Saisonende lag er auf dem 14. Gesamtrang. 2012 absolvierte de Jong für MP Motorsport die komplette Auto-GP-World-Series-Saison. Mit einem zweiten Platz als bestes Resultat wurde er Fünfter in der Fahrerwertung. Damit unterlag er seinem Teamkollegen Chris van der Drift, der Vierter war. Darüber hinaus debütierte de Jong in dieser Saison in der GP2-Serie. Für Rapax nahm er an vier Rennwochenenden teil. De Jong hatte bereits Anfang 2012 für Rapax GP2-Testfahrten im Hinblick auf das Jahr 2013 durchgeführt. Er belegte den 26. Gesamtrang.
2013 wechselte de Jong zusammen mit MP Motorsport in die GP2-Serie. Mit einem siebten Platz als bestem Resultat schloss er die Saison auf dem 24. Gesamtrang ab. Seine Teamkollegen Adrian Quaife-Hobbs und Dani Clos erzielten beide jeweils eine Podest-Platzierung. Darüber hinaus nahm er 2013 an allen Auto-GP-Rennen für MP Motorsport teil, die sich nicht mit dem GP2-Engagement überschnitten. Mit einem zweiten Platz als bestem Ergebnis lag er am Saisonende auf dem siebten Platz der Fahrerwertung. 2014 trat de Jong erneut für MP Motorsport in der GP2-Serie an. Während sein Teamkollege Marco Sørensen mit einem Sieg und 47 Punkten Gesamtelfter wurde, belegte de Jong am Saisonende mit zwei Punkten den 28. Gesamtrang. Darüber hinaus fuhr de Jong 2014 in der Acceleration MW-V6 Pickup Series und wurde dort Gesamtvierter. 2015 absolvierte de Jong seine vierte GP2-Saison für den familiären Rennstall MP Motorsport. Beim Hauptrennen in Spa-Francorchamps kollidierte er mit Pierre Gasly in der Blanchimont und schlug mit hoher Geschwindigkeit in den Reifenstapel ein. Dabei brach sich de Jong einen Rückenwirbel. Er wurde umgehend ins Krankenhaus gebracht und operiert. Für die nächsten fünf Rennen fiel er verletzt aus. Anschließend trat er für Trident Racing zu den letzten zwei Veranstaltungen an. In der Fahrerwertung wurde er 23.
GP2-Serie 2016 ging de Jong erneut für MP Motorsport in der GP2-Serie an den Start. Es war seine letzte GP2-Saison. Mit einem achten Platz als bestem Ergebnis erreichte er den 21. Meisterschaftsplatz, der seine beste GP2-Gesamtplatzierung darstellt. Intern unterlag er seinem Teamkollegen Oliver Rowland mit 6 zu 107 Punkten.

## Statistik

### Karrierestationen
| - 2000–2007: Kartsport - 2008: Nordeuropäische Formel Renault (Platz 13) - 2008: Formel Renault NEZ (Platz 8) - 2008: Westeuropäische Formel Renault - 2009: Nordeuropäische Formel Renault (Platz 9) - 2009: Formel Renault 2.0 Eurocup (Platz 25) | - 2010: Formel Renault 2.0 Eurocup (Platz 9) - 2010: Nordeuropäische Formel Renault (Platz 11) - 2011: Formel Renault 3.5 (Platz 29) - 2011: Auto GP (Platz 14) - 2012: Auto GP (Platz 5) - 2012: GP2-Serie (Platz 26) | - 2013: GP2-Serie (Platz 24) - 2013: Auto GP (Platz 7) - 2014: GP2-Serie (Platz 28) - 2014: Acceleration MW-V6 Pickup Series (Platz 4) - 2015: GP2-Serie (Platz 23) - 2016: GP2-Serie (Platz 21) |

### Einzelergebnisse in der GP2-Serie
| Jahr | Team          | 1   | 2   | 3   | 4   | 5   | 6   | 7   | 8   | 9   | 10  | 11  | 12  | 13  | 14  | 15  | 16  | 17  | 18  | 19  | 20  | 21  | 22  | 23  | 24  | Punkte | Rang |
| ---- | ------------- | --- | --- | --- | --- | --- | --- | --- | --- | --- | --- | --- | --- | --- | --- | --- | --- | --- | --- | --- | --- | --- | --- | --- | --- | ------ | ---- |
| 2012 | Rapax         | MAS | MAS | BRN | BRN | BRN | BRN | ESP | ESP | MON | MON | ESP | ESP | GBR | GBR | GER | GER | HUN | HUN | BEL | BEL | ITA | ITA | SIN | SIN | 0      | 26.  |
| 2012 | Rapax         |     |     |     |     |     |     |     |     |     |     | 16  | 9   | DNF | 13  |     |     | 15  | 19  | 13  | 11  |     |     |     |     | 0      | 26.  |
| 2013 | MP Motorsport | MAS | MAS | BRN | BRN | ESP | ESP | MON | MON | GBR | GBR | GER | GER | HUN | HUN | BEL | BEL | ITA | ITA | SIN | SIN | UAE | UAE |     |     | 3      | 24.  |
| 2013 | MP Motorsport | DNF | 14  | DNF | 18  | 16  | 18  | 10  | 9   | 22  | 18  | 15  | DNF | 12  | DNF | DNF | 17  | 11  | 19  | 17  | 7   | 19* | 17  |     |     | 3      | 24.  |
| 2014 | MP Motorsport | BRN | BRN | ESP | ESP | MON | MON | AUT | AUT | GBR | GBR | GER | GER | HUN | HUN | BEL | BEL | ITA | ITA | RUS | RUS | UAE | UAE |     |     | 2      | 28.  |
| 2014 | MP Motorsport | 11  | 11  | DNF | 19  | 11  | DNF | 19  | 21  | 19  | 14  | DNF | 16  | 14  | 18  | 10  | 13  | DNF | 9   | 14  | 19  | 10  | DNF |     |     | 2      | 28.  |
| 2015 | MP Motorsport | BRN | BRN | ESP | ESP | MON | MON | AUT | AUT | GBR | GBR | HUN | HUN | BEL | BEL | ITA | ITA | RUS | RUS | BRN | BRN | UAE | UAE |     |     | 1      | 23.  |
| 2015 | MP Motorsport | 18  | 13  | 15  | 9   | 12  | 12  | 21  | 12  | 11  | 26* | 10  | DNF | DNF | WD  | INJ | INJ | INJ | INJ |     |     |     |     |     |     | 1      | 23.  |
| 2015 | Trident       |     |     |     |     |     |     |     |     |     |     |     |     |     |     | INJ | INJ | INJ | INJ | 19  | 14  | DNF | C   |     |     | 1      | 23.  |
| 2016 | MP Motorsport | ESP | ESP | MON | MON | AZE | AZE | AUT | AUT | GBR | GBR | HUN | HUN | GER | GER | BEL | BEL | ITA | ITA | MAS | MAS | UAE | UAE |     |     | 6      | 21.  |
| 2016 | MP Motorsport | 14  | 17  | 9   | 11  | 8   | 14  | 14  | 20  | 19  | 16  | 15  | 11  | DNF | 16  | 17  | 16  | 17  | 19  | 17  | DNF | 14  | DNF |     |     | 6      | 21.  |